# Bernhard Greiner
Bernhard Greiner (* 17. Juni 1943 in Landsberg am Lech) ist ein deutscher Germanist.

## Akademische Laufbahn
Bernhard Greiner studierte an der Albert-Ludwigs-Universität Freiburg und der Christian-Albrechts-Universität Kiel die Fächer Germanistik, Philosophie, Politikwissenschaften und Geschichte. 1968 legte er in Freiburg das Staatsexamen ab; 1971 wurde er an der Universität Freiburg promoviert. 1979 habilitierte er sich, ebenfalls in Freiburg, und wurde dort 1981 Professor für Neuere deutsche Literatur. 1989 wurde er an die Eberhard Karls Universität Tübingen berufen, wo er bis zu seiner Pensionierung 2008 lehrte. Einen Ruf an die Universität Kiel lehnte er 1993 ab. Von 2000 bis 2002 lehrte er auf dem Walter-Benjamin-Lehrstuhl für deutsch-jüdische Literatur und Kulturgeschichte an der Hebrew University of Jerusalem. Darüber hinaus hatte er zahlreiche Gastprofessuren inne: an der University of Virginia, Charlottesville, USA (1985 und 1987), an der Hebrew University of Jerusalem (1992/93 und 1998), an der Washington University, St. Louis, USA (1995), an der Monash University, Melbourne, Australien (1996), an der University of Melbourne (1999), an der University of New South Wales, Sydney (2004), an der Renmin University Beijing (2005), ein weiteres Mal an der Hebrew University of Jerusalem (Frühjahr 2008) sowie die Max Kade Professur an der University of California Davis (Herbst 2008).

## Schriften (Auswahl)
- Friedrich Nietzsche. Versuch und Versuchung in seinen Aphorismen, München (Wilhelm Fink) 1972.
- Von der Allegorie zur Idylle. Die Literatur der Arbeitswelt in der DDR, Heidelberg (Quelle & Meyer) 1977.
- Welttheater als Montage. Wirklichkeitsdarstellung und Leserbezug in romantischer und moderner Literatur, Heidelberg (Quelle & Meyer) 1977.
- Literatur der DDR in neuer Sicht. Studien und Interpretationen, Bern, Frankfurt, New York (Peter Lang) 1986.
- Die Komödie. Eine theatralische Sendung: Grundlagen und Interpretationen, Tübingen (Francke) 1992.
- Eine Art Wahnsinn. Dichtung im Horizont Kants. Studien zu Goethe und Kleist, Bonn (Erich Schmidt) 1994.
- Kleists Dramen und Erzählungen. Experimente zum "Fall" der Kunst, Tübingen (Francke) 2000.
- Beschneidung des Herzens. Konstellationen deutsch-jüdischer Literatur, München (Wilhelm Fink) 2004.
- Die Komödie. Eine theatralische Sendung: Grundlagen und Interpretationen, Tübingen (Francke) 2006.
- Die Tragödie. Eine Literaturgeschichte des aufrechten Ganges. Grundlagen und Interpretationen (= Kröners Taschenausgabe. Band 340). Kröner, Stuttgart 2012, ISBN 978-3-520-34001-6.
- Gestaltenreiches bald Gestaltenloses. Literatur und Wissenschaftsgeschichte der Wolken (= Neues Forum für allgemeine und vergleichende Literaturwissenschaft, Bd. 61). Winter, Heidelberg 2024, ISBN 978-3-8253-9563-6.

Festschrift
- Eckart Goebel/Max Roehl (Hrsg.): Drama & Theater. Festschrift für Bernhard Greiner aus Anlass seines 75. Geburtstages. Stauffenburg Verlag, Tübingen 2020, ISBN 978-3-95809-447-5.